# 연재 (연호)
연재(延載, 측천문자 : 延𠧋, 694년 5월 ~ 10월)는 무주(武周) 성신제(聖神帝) 측천무후(則天武后) 무조(武曌)의 네번째 연호이다. 약 6개월 동안 사용하였다. 

## 개원
- 장수(長壽) 3년 5월 11일[1](694년 6월 9일)에 연호를 연재(延載)로 개원함.[2][3][4][5]

- 연재(延載) 2년 정월(正月) 1일[6](694년 11월 23일)에 연호를 증성(證聖)으로 개원함.[2][3][4][5]

## 연대 대조표
| 연재 | 서기(西紀)              | 간지(干支) |
| 원년 | 693년 11월 ~ 694년 10월 | 갑오(甲午) |

## 삭일(1일)
| 연재 원년 (694년) | 삭일 (음력) | 율리우스력     |
| 정월 (11월)       | 병술 (丙戌) | 693년 12월 3일 |
| 납월 (12월)       | 병진 (丙辰) | 694년 1월 2일  |
| 1월               | 을유 (乙酉) | 1월 31일       |
| 2월               | 을묘 (乙卯) | 3월 2일        |
| 3월               | 갑신 (甲申) | 3월 31일       |
| 4월               | 갑인 (甲寅) | 4월 30일       |
| 5월               | 갑신 (甲申) | 5월 30일       |
| 6월               | 계축 (癸丑) | 6월 28일       |
| 7월               | 계미 (癸未) | 7월 28일       |
| 8월               | 임자 (壬子) | 8월 26일       |
| 9월               | 임오 (壬午) | 9월 25일       |
| 10월              | 신해 (辛亥) | 10월 24일      |

## 같이 보기
- 중국의 연호 목록